# Indukti
Indukti – польская инструментальная прогрессив-рок-группа, образованная в 1999 году в Варшаве. В музыке Indukti в наибольшей степени прослеживается влияние таких коллективов, как King Crimson и Tool. Изначально коллектив предполагал наличие вокала, но в дальнейшем остался полностью инструментальным. Хотя на их альбомах появляются приглашенные вокалисты. В частности, на дебютном альбоме S.U.S.A.R. проучаствовал Мариуш Дуда – вокалист и басист известной польской группы Riverside – в качестве сессионного музыканта. В 2007 году Indukti приняли участие в крупнейших международных прогрессив-рок фестивалях – американском NEARfest  и мексиканском Baja Prog

## Состав 2011
- Ева Яблонска (Ewa Jabłońska) – скрипка
- Пиотр Косимски (Piotr Kocimski) – гитара
- Анджей Качиньски (Andrzej Kaczyński) – бас
- Масей Яскевич (Maciej Jaśkiewicz) – гитара
- Вавржинек Драмовиц (Wawrzyniec Dramowicz) – барабаны

## Дискография
- Mytrwa (2002, EP)
- S.U.S.A.R. (2004)
- Mutum (2008, EP)
- IDMEN (2009)